# Mecosta megye
Mecosta megye az Amerikai Egyesült Államokban, azon belül Michigan államban található. Megyeszékhelye és legnagyobb városa Big Rapids. Lakosainak száma 39 714 fő (2020. április 1.). Mecosta megye Osceola, Montcalm, Isabella, Newaygo, Lake és Clare megyékkel határos.

## Népesség
A megye népességének változása:
| Lakosok száma | 42 822 | 43 256 | 43 229 | 43 108 | 43 067 | 39 714 |
|               | 2010   | 2011   | 2012   | 2013   | 2015   | 2020   |